# Black Perl
Cet article possède un paronyme, voir Black Pearl.
Black Perl est un poème écrit dans le langage de programmation Perl et dans la langue anglaise, posté sur Usenet le 1er avril 1990. C'est un cas d'école de poème rédigé dans un langage de programmation, rendu possible par le grand nombre de mots anglais utilisés dans le langage Perl.
Il est signé Larry Wall (concepteur du langage), qui l'a plus tard revendiqué comme sien.

## "Black Perl"
```
BEFOREHAND:
 
close
 
door
,
 
each
 
window
 
&
 
exit
;
 
wait
 
until
 
time
.

    
open
 
spellbook
,
 
study
,
 
read
 
(
scan
,
 
select
,
 
tell
 
us
);

write
 
it
,
 
print
 
the
 
hex
 
while
 
each
 
watches
,

    
reverse
 
its
 
length
,
 
write
 
again
;

    
kill
 
spiders
,
 
pop
 
them
,
 
chop
,
 
split
,
 
kill
 
them
.

        
unlink
 
arms
,
 
shift
,
 
wait
 
&
 
listen
 
(
listening
,
 
wait
),

sort
 
the
 
flock
 
(
then
,
 
warn
 
the
 
"goats"
 
&
 
kill
 
the
 
"sheep"
);

    
kill
 
them
,
 
dump
 
qualms
,
 
shift
 
moralities
,

    
values
 
aside
,
 
each
 
one
;

        
die
 
sheep
!
 
die
 
to
 
reverse
 
the
 
system

        
you
 
accept
 
(
reject
,
 
respect
);

next
 
step
,

    
kill
 
the
 
next
 
sacrifice
,
 
each
 
sacrifice
,

    
wait
,
 
redo
 
ritual
 
until
 
"all the spirits are pleased"
;

    
do
 
it
 
(
"as they say"
)
.

do
 
it
(
*
everyone
***
must
***
participate
***
in
***
forbidden
**
s
*
e
*
x
*
)
.

return
 
last
 
victim
;
 
package
 
body
;

    
exit
 
crypt
 
(
time
,
 
times
 
&
 
"half a time"
)
 
&
 
close
 
it
,

    
select
 
(
quickly
)
 
&
 
warn
 
your
 
next
 
victim
;

AFTERWORDS:
 
tell
 
nobody
.

    
wait
,
 
wait
 
until
 
time
;

    
wait
 
until
 
next
 
year
,
 
next
 
decade
;

        
sleep
,
 
sleep
,
 
die
 
yourself
,

        
die
 
at
 
last

```